# Гленелг-Норт
Гленелг-Норт (англ. Glenelg North) — город в Австралии, пригород Аделаиды (Южная Австралия). Расположен между Холдфаст-Бей и Уэст-Торренс.

## Демография
По данным переписи 2016 года, проведенной Австралийским бюро статистики, в ночь переписи в Гленелг-Норт было зарегистрировано 6 254 человека. Из них 49 % составляли мужчины и 51 % — женщины.
Большинство жителей (70,3 %) являются австралийцами по рождению, а другим распространённым ответом переписи была Англия (7,1 %).
Средний возраст жителей Гленелг-Норт составлял 41 год. Дети в возрасте от 0 до 14 лет составили 14,2 % населения, а люди в возрасте 65 лет и старше — 18,2 % населения.

## Средства массовой информации
Местная газета — Guardian Messenger. Также доступны другие региональные и национальные газеты, такие как The Advertiser и The Australian.

## Образование
В Гленелг-Норт имеется государственная начальная школа Св. Леонарда.

## Транспорт
К пригороду проходят следующие основные дороги:
- Автодорога Анзак, соединяющее Аделаиду и Гленелг;
- Хордовая дорога Tapleys Hill Road, пролегающая с севера на юг от Квинстауна до Гленелга.

Общественный транспорт представлен автобусными маршрутами, которыми управляет транспортная система Аделаиды Adelaide Metro.

## Достопримечательности
В Гленелг-Норте расположены лодочная гавань Патавалонга и исторический Старый эвкалипт, под которым было провозглашено образование Южной Австралии в 1836 году.
- Копия судна HMS Buffalo, которое доставило поселенцев в штат. Оборудована как ресторан.
- Район магазинов и ресторанов Jetty Road находится в нескольких минутах ходьбы от пригорода.
- Пляж Гленелг-Норт тянется вдоль побережья пригорода до соседнего пригорода Уэст-Бич.